# Doo-Wops and Hooligans
Albums de Bruno Mars
It's Better If You Don't Understand
(2010) Unorthodox Jukebox
(2012)
Singles
1. Just the Way You Are
Sortie : 19 juillet 2010
2. Grenade
Sortie : 28 septembre 2010
3. The Lazy Song
Sortie : 15 février 2011
4. Marry You
Sortie : novembre 2011

Doo-Wops and Hooligans est le premier album studio du chanteur américain Bruno Mars, sorti en 2010.  
Quatre des chansons de l'album étaient déjà présentes sur son EP It's Better If You Don't Understand, sorti cinq mois plus tôt.

## Présentation
Mars avec son équipe de production The Smeezingtons sont crédités pour toutes les chansons et sont les producteurs exécutifs de l'album. Le titre fait référence à la musique doo-wop.

## Singles
- Just the Way You Are, sorti le 19 juillet 2010 ;
- Grenade, sorti le 28 septembre 2010 ;
- The Lazy Song, sorti le 15 février 2011 ;
- Marry You, sorti en novembre 2011.

## Accueil

### Accueil commercial
Doo-Wops and Hooligans a fait son entrée en troisième position du Billboard 200 et dans le top 10 en Australie, Canada et Nouvelle-Zélande.

## Pistes
Toutes les chansons sont écrites et produites par The Smeezingtons, avec Needlz pour le titre no 2 et Supa Dups pour les nos 3 et 8.

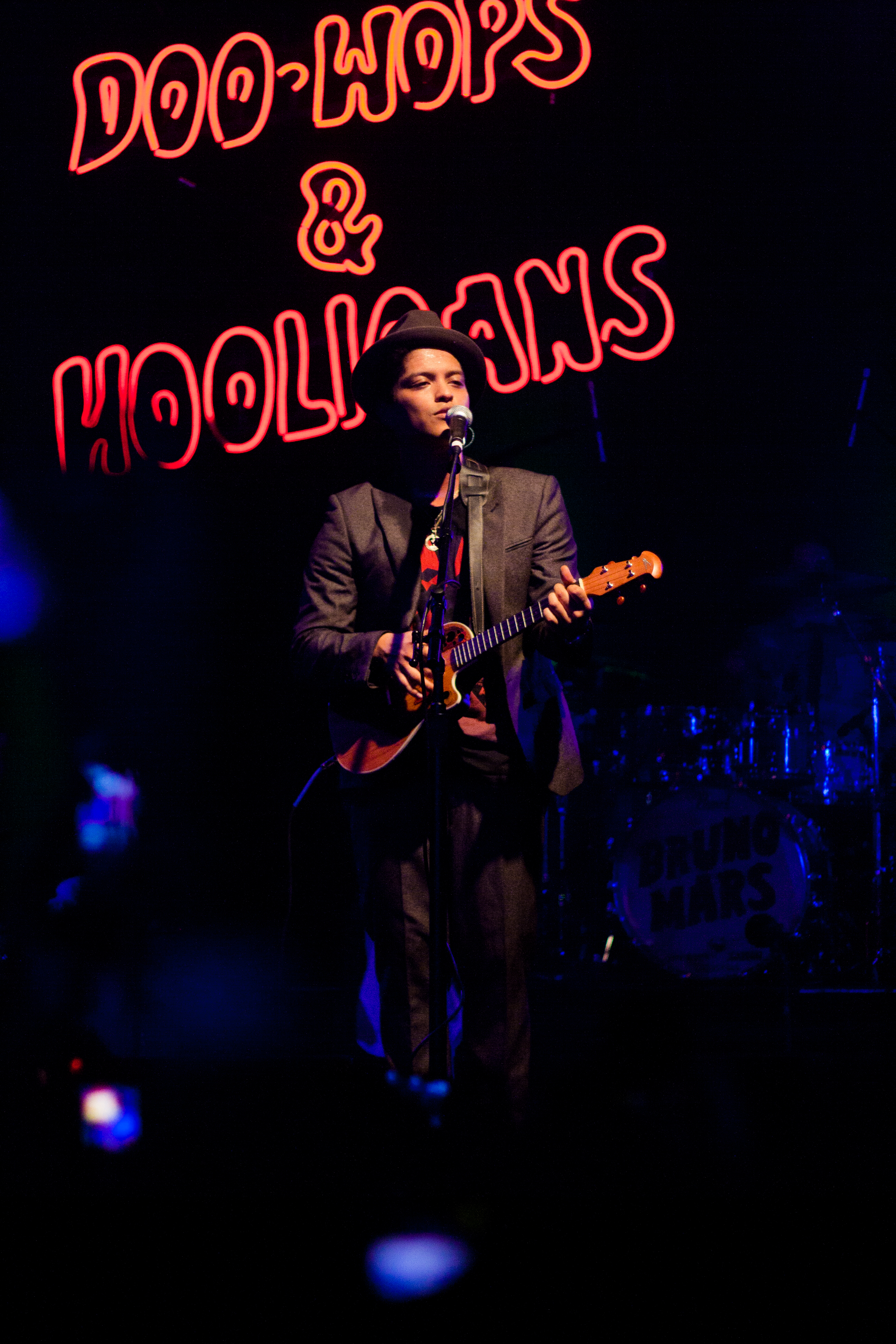
Bruno Mars jouant à Houston, Texas le 24 novembre 2010 lors du The Doo-Wops & Hooligans Tour.

| No  | Titre                                             | Auteur                                                                                            | Durée |
| --- | ------------------------------------------------- | ------------------------------------------------------------------------------------------------- | ----- |
| 1.  | Grenade                                           | Brody Brown, Claude Kelly, Andrew Wyatt                                                           | 3:42  |
| 2.  | Just the Way You Are                              | Khalil Walton, Khari Cain                                                                         | 3:40  |
| 3.  | Our First Time                                    | Dwayne Chin-Quee, Mitchum Chin                                                                    | 4:03  |
| 4.  | Runaway Baby                                      | Brody Brown                                                                                       | 2:27  |
| 5.  | The Lazy Song                                     | K'naan, Joy Thomas                                                                                | 3:15  |
| 6.  | Marry You                                         | Mars, Lawrence, Levine                                                                            | 3:50  |
| 7.  | Talking to the Moon                               | Albert Winkler, Jeff Bhasker                                                                      | 3:37  |
| 8.  | Liquor Store Blues (featuring Damian Marley)      | Chin-Quee, Mitchum Chin, Damian Marley, Thomas Pentz                                              | 3:49  |
| 9.  | Count on Me                                       | Mars, Lawrence, Levine                                                                            | 3:17  |
| 10. | The Other Side (featuring Cee Lo Green and B.o.B) | Brown, Mike Caren, Patrick Stump, Kaveh Rastegar, John Wicks, Jeremy Ruzumna, Joshua Lopez, B.o.B | 3:47  |

| 11. | Just the Way You Are (Remix featuring Lupe Fiasco) | 3:58 |
| 12. | Somewhere in Brooklyn                              | 3:01 |

| 11. | Somewhere in Brooklyn                        | 3:01 |
| 12. | Talking to the Moon (Acoustic Piano Version) | 3:37 |

| 11. | Just the Way You Are (Remix featuring Lupe Fiasco) | 3:58 |
| 12. | Somewhere in Brooklyn                              | 3:01 |
| 13. | Talking to the Moon (Acoustic Piano Version)       | 3:37 |
| 14. | Just the Way You Are (Live)                        | 5:42 |
| 15. | Grenade (Live)                                     | 4:48 |
| 16. | The Other Side (Live)                              | 4:36 |

| 11. | Just the Way You Are (Remix featuring Lupe Fiasco) | 3:58 |
| 12. | Somewhere in Brooklyn                              | 3:01 |
| 13. | Talking to the Moon (Acoustic Piano Version)       | 3:37 |
| 14. | Just the Way You Are (Live)                        | 5:42 |
| 15. | Grenade (Live)                                     | 4:48 |
| 16. | The Other Side (Live)                              | 4:36 |

## Classements
| Classements hebdomadaires (2010-11) | Meilleure position |
| ----------------------------------- | ------------------ |
| Allemagne (BVMI)                    | 1                  |
| Australie (ARIA)                    | 2                  |
| Autriche (Ö3 Austria Top 40)        | 2                  |
| Belgique (Flandre Ultratop)         | 1                  |
| Belgique (Wallonie Ultratop)        | 14                 |
| Danemark (Tracklisten)              | 2                  |
| Espagne (Promusicae)                | 9                  |
| États-Unis (Billboard 200)          | 3                  |
| Finlande (Suomen virallinen lista)  | 3                  |
| France (SNEP)                       | 13                 |
| Mexique                             | 5                  |
| Norvège (VG-lista)                  | 10                 |
| Nouvelle-Zélande (RIANZ)            | 2                  |
| Pays-Bas (Mega Album Top 100)       | 1                  |
| Portugal (AFP)                      | 6                  |
| Royaume-Uni (UK Albums Chart)       | 1                  |
| Suisse (Schweizer Hitparade)        | 1                  |
| Suède (Sverigetopplistan)           | 6                  |

## Certifications
| Pays                     | Certification | Ventes certifiées |
| ------------------------ | ------------- | ----------------- |
| Allemagne (BVMI)         | 5 × Or        | 500 000           |
| Australie (ARIA)         | 4 × Platine   | 280 000           |
| Autriche (IFPI)          | Or            | 20 000            |
| Belgique (BEA)           | Platine       | 30 000            |
| Brésil (ABPD)            | Platine       | 40 000            |
| Canada (Music Canada)    | 3 × Platine   | 240 000           |
| Chili (IFPI)             | Or            | 5 000             |
| Danemark (IFPI)          | 2 × Platine   | 60 000            |
| Espagne (PROMUSICAE)     | Or            | 20 000            |
| États-Unis (RIAA)        | 7 × Platine   | 7 000 000         |
| France (SNEP)            | 2 × Platine   | 200 000           |
| Irlande (IRMA)           | 4 × Platine   | 60 000            |
| Italie (FIMI)            | Or            | 30 000            |
| Japon (RIAJ)             | Or            | 100 000           |
| Mexique (Amprofon)       | Or            | 30 000            |
| Nouvelle-Zélande (RIANZ) | 11 × Platine  | 165 000           |
| Pologne (ZPAV)           | Or            | 10 000            |
| Royaume-Uni (BPI)        | 5 × Platine   | 1 500 000         |

## Earth to Mars
Earth to Mars est une compilation non officielle de Bruno Mars sortie le 7 février 2011 sur le label indépendant NSR Records sans l'accord du chanteur, constituée de démos et de chansons qui n'ont pas été retenues pour son premier album Doo-Wops & Hooligans et initialement issues de sa première mixtape parue en janvier 2010 (téléchargeable uniquement sur Internet pendant un temps limité) intitulée The Lost Planet.
| 1.  | Watching Her Move                                | 3:59 |
| 2.  | Faded                                            | 3:41 |
| 3.  | Take The Long Way Home                           | 3:59 |
| 4.  | Ladies Is Pimps To                               | 3:27 |
| 5.  | Where Did She Go                                 | 3:46 |
| 6.  | Lost                                             | 3:21 |
| 7.  | Lights                                           | 1:54 |
| 8.  | Rest                                             | 3:17 |
| 9.  | Turn Around                                      | 3:01 |
| 10. | Somewhere in Brooklyn                            | 3:01 |
| 11. | Just The Way You Are (Remix) (feat. Lupe Fiasco) | 3:58 |
| 12. | Talking To The Moon (Acoustic Piano Version)     | 3:37 |
| 13. | All She Knows                                    | 4:13 |